# مرجانی (رنگ)

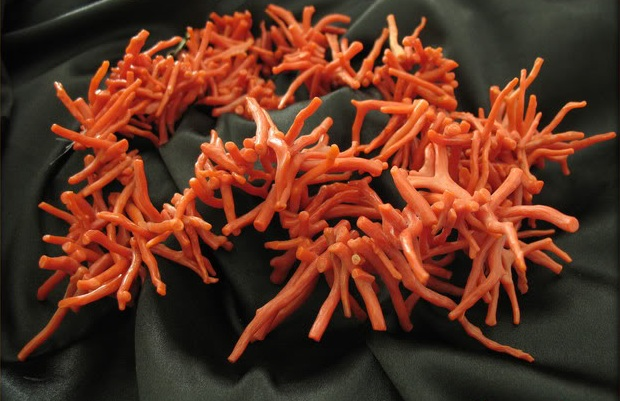
نوعی مرجان به رنگ مرجانی

رنگ مرجانی سایه سرخ یا صورتی از رنگ نارنجی است. نام این رنگ برگرفته از یک نوع گل‌سان‌زی دریایی به نام مرجان است.
کمپانی پنتون رنگ مرجانی را رنگ سال ۲۰۱۹ معرفی کرد!
شاید مهم‌ترین دلیل انتخاب این رنگ جلب توجه مردم به جزایر مرجانی living corals باشد. این جزایر محل زندگی بسیاری از موجودات دریایی است که در معرض خطر نابودی قرار دارند.
| صورتی مرجانی (ISCC-NBS) (Queen Coral (Plochere)) (Hex: #F88379) (RGB: 248, 131, 121) |
| مرجانی روشن (رنگ وب) (Hex: #F08080) (RGB: 240, 128, 128)                             |
| CORAL (رنگ وب) (Hex: #FF7F50) (RGB: 255, 127, 80)                                    |
| قرمز مرجانی (PerBang.dk) (Hex: #FF4040) (RGB: 255, 64, 64)                           |
| مرجانی تیره (PerBang.dk) (Hex: #CD5B45) (RGB: 205, 91, 69)                           |